# Fighters
Fighters é um single de Hironobu Kageyama. Foi lançado em 29 de setembro de 2001 pela Nippon Columbia.

## Produção
O single tem quatro faixas, sendo duas a faixa-título e sua versão instrumental em karaokê. Todas foram compostas para o anime Dennou Boukenki Webdiver, sendo "Fighters" seu segundo encerramento e, as outras, "insert songs", músicas que tocam em determinadas cenas da série.
Kageyama canta "Fighters", cuja composição é assinada por Kisaburo Suzuki.que já trabalhou em trilhas sonoras de animes por mais de três décadas. A letra foi escrita por Neko Oikawa, que trabalha na indústria desde 1995. O arranjo ficou com Yohgo Kohno, da banda MAKE-UP, responsável por várias músicas de Os Cavaleiros do Zodíaco, incluindo "Blue Forever".
As outras canções são cantadas por seiyūs do anime. "Kagayake Yuuki. ~Kento no Theme~" tem vocais de Yumiko Kobayashi, que faz a voz do personagem Kento Yuuki.; e "Tomo yo, Yume no Kanata ni: Gladion no Theme" é cantada por Tomokazu Sugita, voz do personagem Gladion.

## Faixas
| N.º            | Título                                         | Letras           | Música          | Arranjo        | Duração |  |
| 1.             | "Fighters"                                     | Neko Oikawa      | Kisaburo Suzuki | Yohgo Kohno    | 4:43    |  |
| 2.             | "Kagayake Yuuki. ~Kento no Theme~"             | Hideaki Takatori | Akihiko Hirama  | A. Hirama      | 3:57    |  |
| 3.             | "Tomo yo, Yume no Kanata ni: Gladion no Theme" | Tomokazu Sugita  | Kazuya Daimon   | K. Daimon      | 4:17    |  |
| 4.             | "Fighters (Original Karaoke)"                  | instrumental     | K. Suzuki       | Y. Kohno       | 4:43    |  |
| Duração total: | Duração total:                                 | Duração total:   | Duração total:  | Duração total: | 17:40   |  |